# Zadobje
Zadobje este o localitate din comuna Gorenja vas - Poljane, Slovenia, cu o populație de 63 de locuitori.